# Illicit Affairs
"Illicit Affairs" (estilizado em letras minúsculas) é uma canção gravada pela artista musical estadunidense Taylor Swift, presente em seu oitavo álbum de estúdio Folklore (2020), lançado em 24 de julho de 2020 através da Republic Records. A faixa foi composta pela intérprete com o auxílio de Jack Antonoff, sendo produzida por ambos, com Joe Alwyn creditado como co-produtor. "Illicit Affairs" é uma canção de amor folk conduzida por um violão que conta uma história de infidelidade sobre um narrador entrando em um relacionamento enganoso.
Nas resenhas do Folklore, os críticos elogiaram a canção por sua composição e produção. Comercialmente, "Illicit Affairs" alcançou a posição quarenta e quatro na Billboard Hot 100 dos Estados Unidos e entrou nas paradas da Austrália, Canadá, Portugal, Cingapura e Reino Unido. A música foi apresentada no documentário Folklore: The Long Pond Studio Sessions, do Disney+, e Swift a incluiu no repertório de sua sexta turnê mundial, a The Eras Tour (2023—2024).

## Antecedentes e composição
A cantora e compositora estadunidense Taylor Swift concebeu seu oitavo álbum de estúdio, Folklore (2020), como frutos de visuais mitopoéticos em sua mente, como resultado de sua imaginação "correndo solta" enquanto se isolava durante a pandemia de COVID-19. Ela recrutou Jack Antonoff, que havia escrito e produzido canções para os três álbuns de estúdio anteriores de Swift, como produtor do álbum. Eles escreveram e produziram quatro canções no Folklore, incluindo "Illicit Affairs". O ator inglês Joe Alwyn, então namorado de Swift, foi creditado como co-produtor da faixa. A canção foi gravada no Kitty Committee Studio em Los Angeles, Califórnia. Os instrumentos foram gravados no Hook and Fade e no Rough Customer Studio, ambos no Brooklyn, Nova Iorque, e na Pleasure Hill Recording em Portland, Maine. A faixa foi mixada por Serban Ghenea no Mixstar Studios em Virginia Beach, Virgínia, e foi masterizada por Randy Merrill no Sterling Sound em Nova Iorque.
"Illicit Affairs" é uma canção de amor do gênero folk conduzida por um violão. Com três minutos e dez segundos, é a faixa mais curta do Folklore. A produção incorpora guitarras elétricas, bateria ao vivo, baixo, teclado, acordeão, saxofones, pedal steel guitar, acústica escolhida a dedo e trompas suaves. Em uma crítica da Paste, Ellen Johnson disse que a música se volta para o indie folk, semelhante ao repertório do cantor e compositor estadunidense Justin Vernon. Assim como acontece com várias faixas de Folklore, Swift criou "Illicit Affairs" baseada em uma narrativa fictícia com arcos de história e personagens imaginados; ela disse que a música é sobre "romance clandestino". A letra conta uma história de infidelidade sobre um narrador entrando em um relacionamento enganoso. Ela descreve os detalhes de como manter o relacionamento e os sussurra como se fossem segredos: ("Diga aos seus amigos que você saiu para correr / Você ficará corado quando voltar"). Apresenta temas de adultério: ("Pegue o caminho menos percorrido / Diga a si mesmo que você sempre pode parar / O que começou em belos quartos / Termina com encontros em estacionamentos").  Na ponte, o narrador lamenta o amor e denuncia o relacionamento: ("Não me chame de criança / Não me chame de bebê [...] Olha essa bagunça esquecida que você me fez"). Ela acaba se acalmando na linha final: (“Por você eu me arruinaria [...] Um milhão de vezes”). A canção termina abruptamente após sua construção, sem um refrão final. Em uma crítica do Pitchfork, Jill Mapes opinou que as letras impulsionadas por perspectivas "falam muito" da evolução de Swift como compositora. Para a Rolling Stone, Angie Martoccio comparou a narrativa lírica à de "Saviour Complex" (2020), de Phoebe Bridgers, e achou que a música "[é] um pouco mais profunda".